# Páchi
Páchi (en grec moderne : Πάχη Αττικής) est un village côtier de l'Attique, en Grèce, appartenant au dème de Mégare. Selon le recensement de 2011, sa population était de 542 habitants.